# Broadmoor Trophy
Die Broadmoor Trophy ist eine Auszeichnung der Western Collegiate Hockey Association (WCHA). Sie wird seit 1985 jährlich an den WCHA-Play-off-Sieger vergeben und fungiert somit als WCHA-Meisterschaftstrophäe. Sie wurde 1981 eingeführt und diente zunächst als Auszeichnung für das punktbeste Team der regulären Saison der Western Collegiate Hockey Association.
Die Broadmoor Trophy ist nach dem Broadmoor Hotel in Colorado Springs im US-Bundesstaat Colorado benannt, welches seit vielen Jahren College-Eishockey fördert und unterstützt.

## Liste der Gewinner
- Jahr: Nennt das Jahr, in dem das Team die Broadmoor Trophy gewonnen hat.
- Gewinner: Nennt den Namen der Universität der Siegermannschaft.

- Gelblich unterlegte Teams haben in dieser Saison auch die National-Collegiate-Athletic-Association-Meisterschaft gewonnen.

| Jahr | Preisträger                       |
| ---- | --------------------------------- |
| 2017 | Michigan Technological University |
| 2016 | Ferris State University           |
| 2015 | Minnesota State University        |
| 2014 | Minnesota State University        |
| 2013 | University of Wisconsin–Madison   |
| 2012 | University of North Dakota        |
| 2011 | University of North Dakota        |
| 2010 | University of North Dakota        |
| 2009 | University of Minnesota Duluth    |
| 2008 | University of Denver              |
| 2007 | University of Minnesota           |
| 2006 | University of North Dakota        |
| 2005 | University of Denver              |
| 2004 | University of Minnesota           |
| 2003 | University of Minnesota           |
| 2002 | University of Denver              |
| 2001 | St. Cloud State University        |
| 2000 | University of North Dakota        |
| 1999 | University of Denver              |
| 1998 | University of Wisconsin–Madison   |
| 1997 | University of North Dakota        |
| 1996 | University of Minnesota           |
| 1995 | University of Wisconsin–Madison   |
| 1994 | University of Minnesota           |
| 1993 | University of Minnesota           |
| 1992 | Northern Michigan University      |
| 1991 | Northern Michigan University      |
| 1990 | University of Wisconsin–Madison   |
| 1989 | Northern Michigan University      |
| 1988 | University of Wisconsin–Madison   |
| 1987 | University of North Dakota        |
| 1986 | University of Denver              |
| 1985 | University of Minnesota Duluth    |
| 1984 | University of Minnesota Duluth    |
| 1983 | University of Minnesota           |
| 1982 | University of North Dakota        |